# Delouagapia cordelia
Delouagapia cordelia är en snäckart som först beskrevs av Hutton 1883.  Delouagapia cordelia ingår i släktet Delouagapia och familjen Rhytididae. Inga underarter finns listade i Catalogue of Life.